# Portrait d'Oswald Krell
Le Portrait d'Oswald Krell (ou Oswolt Krel) est une huile sur panneau de tilleul (50x39 cm) réalisée par Albrecht Dürer, datée de 1499 et conservée à l'Alte Pinakothek de Munich. L'œuvre est un triptyque composé du tableau central encadré de deux panneaux latéraux représentant deux « hommes sauvages » portant les blasons d'Oswald et Agathe Krell et mesurant 49x16 cm chacun.

## Histoire
Oswald Krell (1460-1534) a résidé de 1495 à 1503 à Nuremberg, où il représentait une importante société commerciale de Ravensburg.

## Postérité
En 1969, Fernando Botero a dessiné son interprétation personnelle du portrait.

## Galerie

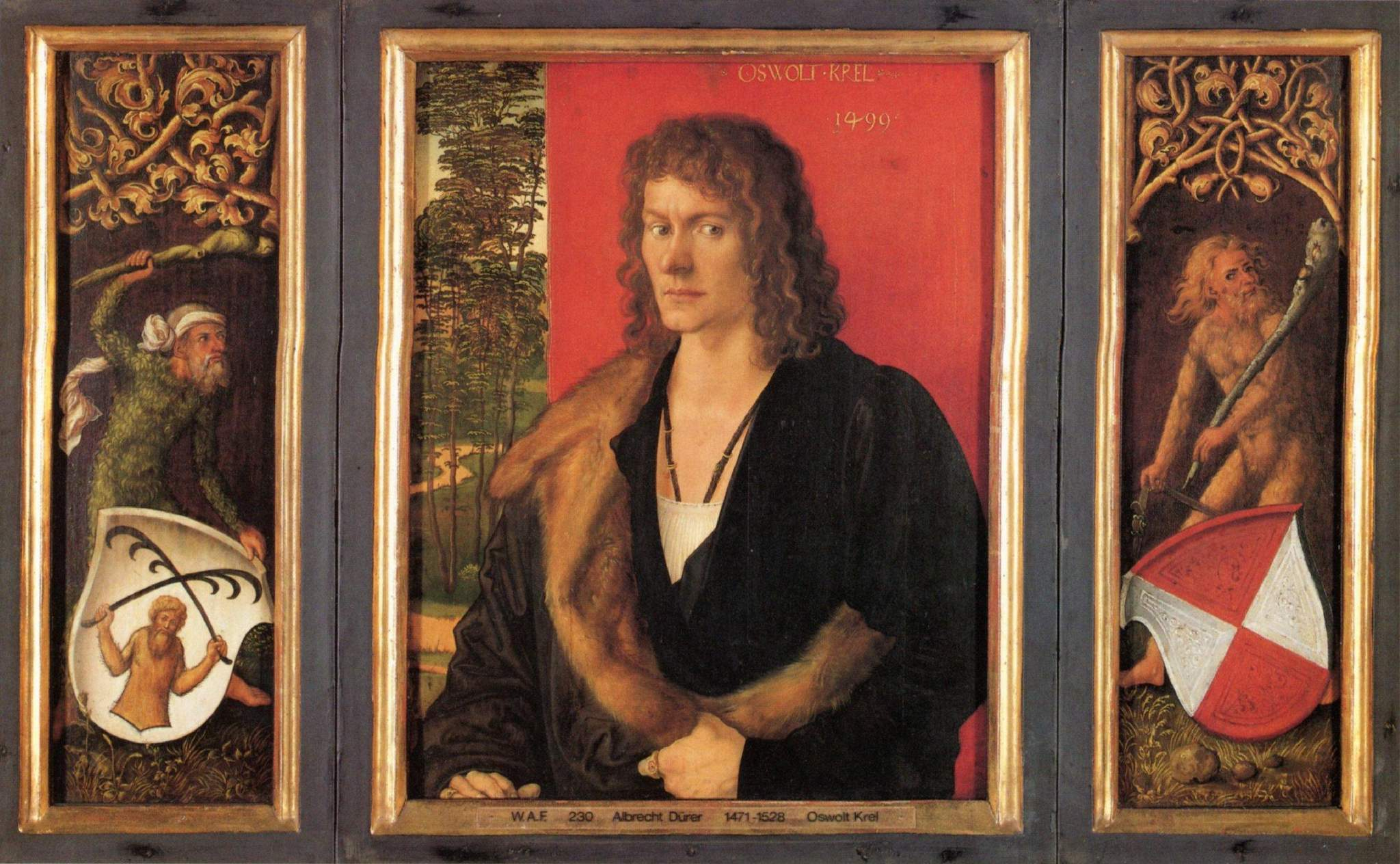
Le triptyque
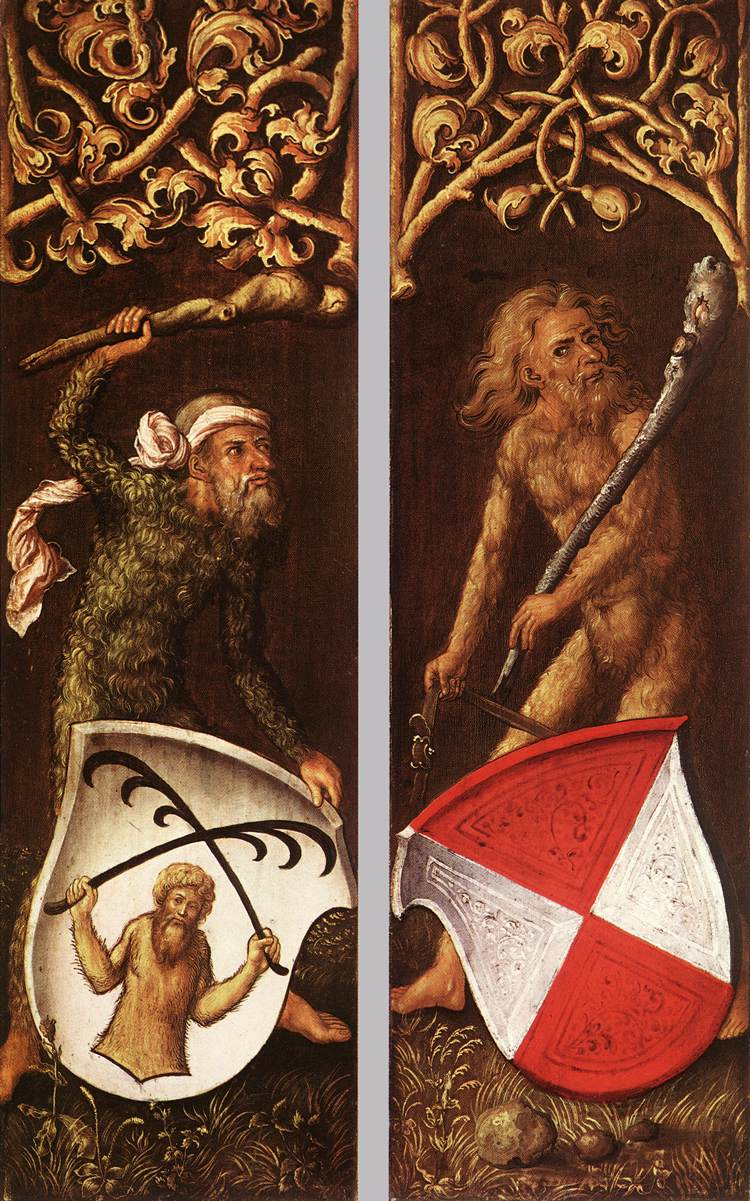
Les deux panneaux latéraux